# Тани, Синъитиро
Синъитиро Тани (яп. 谷 真一郎, род. 13 ноября 1968, Айти) — японский футболист.

## Клубная карьера
На протяжении своей футбольной карьеры выступал за клуб «Касива Рейсол».

## Карьера в сборной
В 1990 году сыграл за национальную сборную Японии один матч.